# Société des Amis de Versailles
La Société des Amis de Versailles est une association loi de 1901 qui poursuit trois missions : 
- concourir à la restauration et à la conservation du château de Versailles et du domaine national de Versailles ;
- réaliser des acquisitions d'objets d’art (meubles, peintures, porcelaines, livres...) afin de contribuer au remeublement du château de Versailles ;
- faire connaître et rayonner ce patrimoine par l’organisation d'activités et d'évènements culturels.

Fondée le 19 décembre 1907 à l’initiative du conservateur du domaine, Pierre de Nolhac, et d’un journaliste de L'Écho de Paris, elle est reconnue d'utilité publique le 16 avril 1913. L'association compte désormais 5 230 membres (rapport d’activité 2024) et est soutenue par de nombreux mécènes, particuliers et entreprises.

## Histoire
Fondée en 1907 à l'initiative de personnalités regroupées autour du président de la République, Raymond Poincaré, pour remédier à l'état de délabrement des châteaux de Versailles et de Trianon, la Société des Amis de Versailles est reconnue d’utilité publique depuis 1913.
Les Amis de Versailles œuvrent depuis plus de cent ans à la restauration, à l'embellissement et au rayonnement du Château et du domaine de Versailles, classé depuis 1979 au patrimoine mondial de l'humanité par l'Unesco.
La revue de la Société des amis de Versailles, Versalia, publiée chaque début d'année depuis 1997, produit des recherches professionnelles, ainsi, de Jean-Claude Le Guillou, des études sur le premier Versailles, de Christian Baulez, des textes sur le mobilier et les objets d'art, d'Alexandre Maral sur la chapelle royale, et aussi des travaux de Raphaël Masson à propos de l’opéra.
La Société des Amis de Versailles est active en France et à l'international, par le biais de sociétés sœurs mobilisées à ses côtés : The American Friends of Versailles et The European Friends of Versailles, respectivement basées à Chicago et à Bruxelles. 
Une adhésion « Jeune Ami » est créée en 2016 à destination des moins de 25 ans afin de favoriser l’émergence des nouvelles générations d’Amis.
En juillet 2019, le groupe des « Jeunes Ambassadeurs » voit le jour. Il permet aux 18–30 ans de partager leur attachement commun pour le château à travers différentes activités.

## Principales actions de mécénat
Depuis sa création, la Société des Amis de Versailles a été le mécène de plus de 100 restaurations et de plus de 300 acquisitions pour le Château de Versailles. Les principales opérations de mécénat réalisées ces dernières années sont les suivantes : 
- restauration du cabinet de la Méridienne, dans l'appartement de la Reine (2012–2022)[6] ;
- restauration de 35 bustes de la Cour de Marbre (2014–2024) ;
- acquisition avec Axa du bureau de Louis XIV par Alexandre-Jean Oppenordt (2015)[7] ;
- restauration de la bibliothèque de la Reine et de son « supplément » (2016–2020)[5] ;
- acquisition de la commode de Madame Adélaïde par Jean-Henri Riesener (2018)[8] ;
- acquisition du portrait de la fille de Madame de Pompadour, par François Boucher (2019)[9] ;
- restauration de la bibliothèque du Dauphin (2020–2022)[10] ;
- acquisition de trois précieux meubles de la chambre de Marie-Antoinette : une table de chevet et une table de lit par Jean-Henri Riesener ainsi qu'un écran de cheminée réalisé par Georges Jacob (2023)[11] ;
- restauration de La Famille royale dans l’Olympe, œuvre majeure de Jean Nocret avec le soutien de la Fondation du patrimoine (2023) ;
- acquisition d'un rare plat du service bleu céleste de Louis XV, manufacture de Vincennes, le 18 avril 2025[12].

Le 8 novembre 2023, les Amis de Versailles lancent un appel à don inédit en partenariat avec la Fondation du patrimoine en faveur de la restauration des sacristies de la Chapelle royale encore jamais ouvertes au public. Un projet d'un million et demi d'euros qui permet également la mise en valeur d'objets encore jamais exposés aux visiteurs.

## Présidents
- Victorien Sardou (1907–1908)
- Édouard Detaille (1908–1912)
- Raymond Poincaré (1913–président d'honneur)
- Alexandre Millerand (1912–1920 et 1926–1943)[15],[16]
- Maurice Paléologue (1920–1926)
- Comte Edmond de Fels (1943–1951)
- Pierre de Cossé, duc de Brissac (1951–1987)
- Vicomte Olivier de Rohan (1987–2009)
- Baron Roland de l'Espée (d) (2009 – 6 juin 2016)[17]
- Thierry Ortmans (d) (6 juin 2016 – 27 mars 2023)[18],[19]
- Jérôme Plouseau (depuis le 13 avril 2023)[20]